# Bred dina vida vingar
Bred dina vida vingar, också känd under namnet Vid dagens slut, är en aftonpsalm av Lina Sandell. Hon skrev den 1860 och bearbetade den 1865, med hjälp av en gammal dansk eller svensk folkmelodi. Enligt Koralbok för Nya psalmer (1921) användes istället en dansk melodi från 1569 (utgiven 1697),  samma som till psalmen Min vilotimma ljuder (1819 nr 444).

## Publicerad i
- Stockholms söndagsskolförenings sångbok 1882 som nr 9 med två verser, under rubriken "Morgon- och aftonsånger".
- Hemlandssånger 1891 som nr 357, med inledningsrad Bred dina hulda vingar under rubriken "Kärleken".
- Svensk söndagsskolsångbok 1908 som nr 278 under rubriken "Morgon och afton".
- Lilla Psalmisten 1909 som nr 225 under rubriken "Sånger vid särskilda tillfällen".
- Svenska Missionsförbundets sångbok 1920 som nr 677 under rubriken "Morgon och afton".
- Nya psalmer 1921 som nr 650 under rubriken "Tidens skiften: Morgon och aftonpsalmer: Aftonpsalmer".
- Fridstoner 1926 som nr 2 under rubriken "Begynnelse- och slutsånger".
- Svensk söndagsskolsångbok 1929 som nr 252 under rubriken "Morgon och afton".
- Frälsningsarméns sångbok 1929 som nr 579 under rubriken "Begynnelse och avslutningssånger".
- Musik till Frälsningsarméns sångbok 1930 som nr 579.
- Sionstoner 1935 som nr 727 under rubriken "Morgon och afton".
- Guds lov 1935 som nr 411 under rubriken "Morgon och afton".
- 1937 års psalmbok som nr 451 under rubriken "Afton".
- Psalmer för bruk vid krigsmakten 1961 som nr 451 med verserna 1-2.
- Frälsningsarméns sångbok 1968 som nr 703 under rubriken "Begynnelse och avslutning".
- Cantarellen 1984 som nr 8.
- Den svenska psalmboken 1986 som nr 190 under rubriken "Kväll".
- Lova Herren 1988 som nr 786 under rubriken "Afton".
- Sångboken 1998 som nr 6.
- Svensk psalmbok för den evangelisk-lutherska kyrkan i Finland (1986) som nr 524

### Fotnoter
1. ↑  ”Sandell var verkligen före sin tid”. Dagen. 21 augusti 2003. http://www.dagen.se/kultur/sandell-var-verkligen-f%C3%B6re-sin-tid-1.242951. Läst 19 oktober 2015.